# Adzaneta
Adzaneta (en valenciano y oficialmente, Atzeneta del Maestrat) es un municipio español de la Comunidad Valenciana, situado en el interior de la provincia de Castellón en la comarca del Alto Maestrazgo.

## Toponimia
El topónimo deriva del árabe الزناتة (az-Zanāta) haciendo referencia a la tribu bereber de los zenatas.

## Geografía
Está situado en un valle en las estribaciones de los montes del Peñagolosa a una distancia de 47 km por carretera de la capital de la provincia y a orillas del río Monleón. Tradicionalmente ha pertenecido a la comarca del Maestrazgo, aunque en la propuesta de DTH aparece en la comarca del Alcalatén.
El término municipal de Adzaneta es llano en general, pero rodeado de altas montañas (Nevera, Bovalar...). Presenta inviernos largos y fríos y veranos cálidos. El monte más elevado es el pico Nevera (1194 m.).
Desde Castellón de la Plana se accede a esta localidad a través de la CV-151, luego tomando la CV-10, posteriormente la CV-15 finalizando en la CV-170.

### Localidades limítrofes
El término de Adzaneta limita con los de Culla, Benafigos, Vistabella del Maestrazgo, Useras, Lucena del Cid y Chodos, todas de la provincia de Castellón.

## Historia
Adzaneta es rico en estaciones arqueológicas; existe cerámica ibérica en los alrededores de la ermita de San Juan del "Castell" y otros restos en las terrazas del Monlleó.
Estas tierras fueron muy codiciadas por los berberiscos, en una de sus incursiones un grupo de bereberes Zenata se instaló en Adzaneta. La tribu Zenata dio nombre a estas tierras.
Ya en el siglo XII hay correrías del Cid (precisamente la localidad está integrada en el Camino del Cid) y de Pedro II de Aragón, el Católico, el cual prometió a los Templarios el 5 de noviembre de 1210 el Castillo de Culla cuando sus tierras fueran arrebatadas a los moros, de entre ellas se encontraban las llamadas Alquerías de Adzeneta. El 11 de mayo de 1235 fue donada al noble Blasco de Alagón, instituyendo heredera a su hija doña Constanza casada con el también noble Guillermo de Anglesola. Un hijo de estos llamado también Guillermo otorgó Carta de Población a favor de Guillén de Columba y Raimundo de Canet el 11 de enero de 1272.
Fue conquistada por el rey Jaime I de Aragón, quien la dio a sus caballeros como premio a los méritos contraídos en campaña. Así, la villa de Adzaneta fue entregada en feudo a dos nobles guerreros de Perpiñán, que acompañaron a Jaime a la conquista de Valencia y realizada ésta, uno de ellos recibió institución del señorío. En un documento de notable antigüedad se lee que con ocasión de la conquista, tres generosos guerreros y hermanos de la ciudad de Perpiñán, vinieron a este Reino y se avecindaron en las tres villas de Orden del Temple: Ares del Maestre, Benasal y Adzaneta; los Bertranes de Adzaneta merecieron, por sus mayores servicios, el premio y donación de posesiones en esta Villa.
Las huestes del rey Jaime ensancharon sus dominios formando lo que se vino en llamar la Setena con los pueblos y castillos pertenecientes al Castillo de Culla que fueron vendidos a los Templarios según escritura otorgada el 27 de marzo de 1303. Al ser disuelto el Temple, por decisión papal, pasó a pertenecer a la Orden de Montesa, su sucesora en el Reino de Valencia.
En el año 2023 el municipio fue incorporado a su comarca histórica del Alto Maestrazgo dejando atrás su pertenencia al Alcalatén.

## Demografía
Adzaneta cuenta con una población de 1309 habitantes (INE 2024).
| Gráfica de evolución demográfica de Adzaneta entre 1842 y 2021 |
| |
| Población de derecho según los censos de población del INE Población de hecho según los censos de población del INEEn estos censos se denominaba Adzaneta: 1842, 1857, 1860, 1877, 1887, 1897, 1900, 1910, 1920, 1930, 1940, 1950, 1960, 1970, 1981 y 1991 |

### Población por núcleos
Desglose de población según el Padrón Continuo por Unidad Poblacional del INE.
| Núcleos      | Habitantes (2014) | Varones | Mujeres |
| ------------ | ----------------- | ------- | ------- |
| Adzaneta     | 1106              | 567     | 539     |
| Cap de Terme | 30                | 16      | 14      |
| El Castell   | 43                | 23      | 20      |
| Meanes       | 142               | 74      | 68      |

## Economía
La economía de Adzaneta proviene principalmente de la agricultura y ganadería que ocupa la mayor parte de la población activa, aunque desde hace unos años su economía depende en gran parte de la industria azulejera de Alcora, San Juan de Moró, etc. Otra fuente de ingresos proviene de las granjas avícolas y del cerdo. Sus cosechas principales son la almendra y el olivo (200 ha) Su industria es escasa y pequeña, generalmente proviene de la industria del cerdo y de un aserradero.

### Evolución de la deuda viva
El concepto de deuda viva contempla solo las deudas con cajas y bancos relativas a créditos financieros, valores de renta fija y préstamos o créditos transferidos a terceros, excluyéndose, por tanto, la deuda comercial.
Entre los años 2008 a 2014 este ayuntamiento no ha tenido deuda viva.

## Monumentos
Adzaneta conserva en algunos tramos de su trazado urbano un importante patrimonio medieval y renacentista, especialmente destacable en la Torre de la Presó o los restos de los antiguos lienzos de murallas.

### Monumentos religiosos

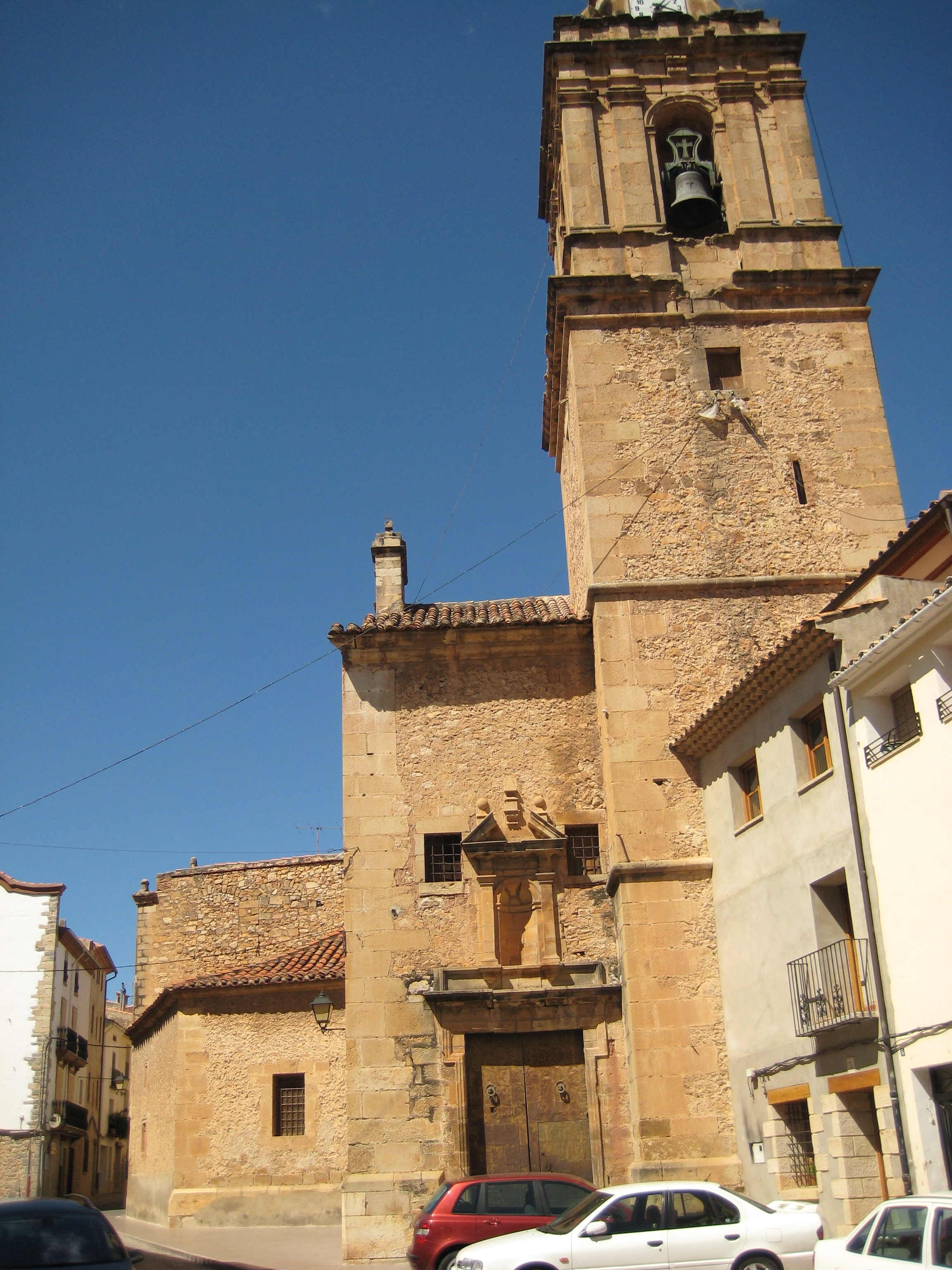
Vista de la puerta lateral y el campanario de la iglesia de la localidad.

- Ermita de San Juan del Castillo. Edificio de interés arquitectónico que data del año 1516. A destacar el retablo del Siglo XV.
- Ermita de Loreto. Edificio de interés arquitectónico que data del año 1602.
- Ermita San Gregorio. Edificio de interés arquitectónico que data del año 1723.
- Ermita de San Roque. Edificio de interés arquitectónico que data del año 1775.
- Iglesia Parroquial. De estilo renacentista del siglo XVII con su grandioso retablo barroco de 1744. La imagen del Cristo de la Piedad, obra de Juan Muñoz o alguno de los formados al lado de Gregorio Sánchez del siglo XVII. La imagen de la Virgen de Belén del siglo XIV. Un tríptico de los llamados de Artesa y lienzos de la escuela valenciana, así como vasos sagrados de los siglos XV y XVI.

### Monumentos civiles

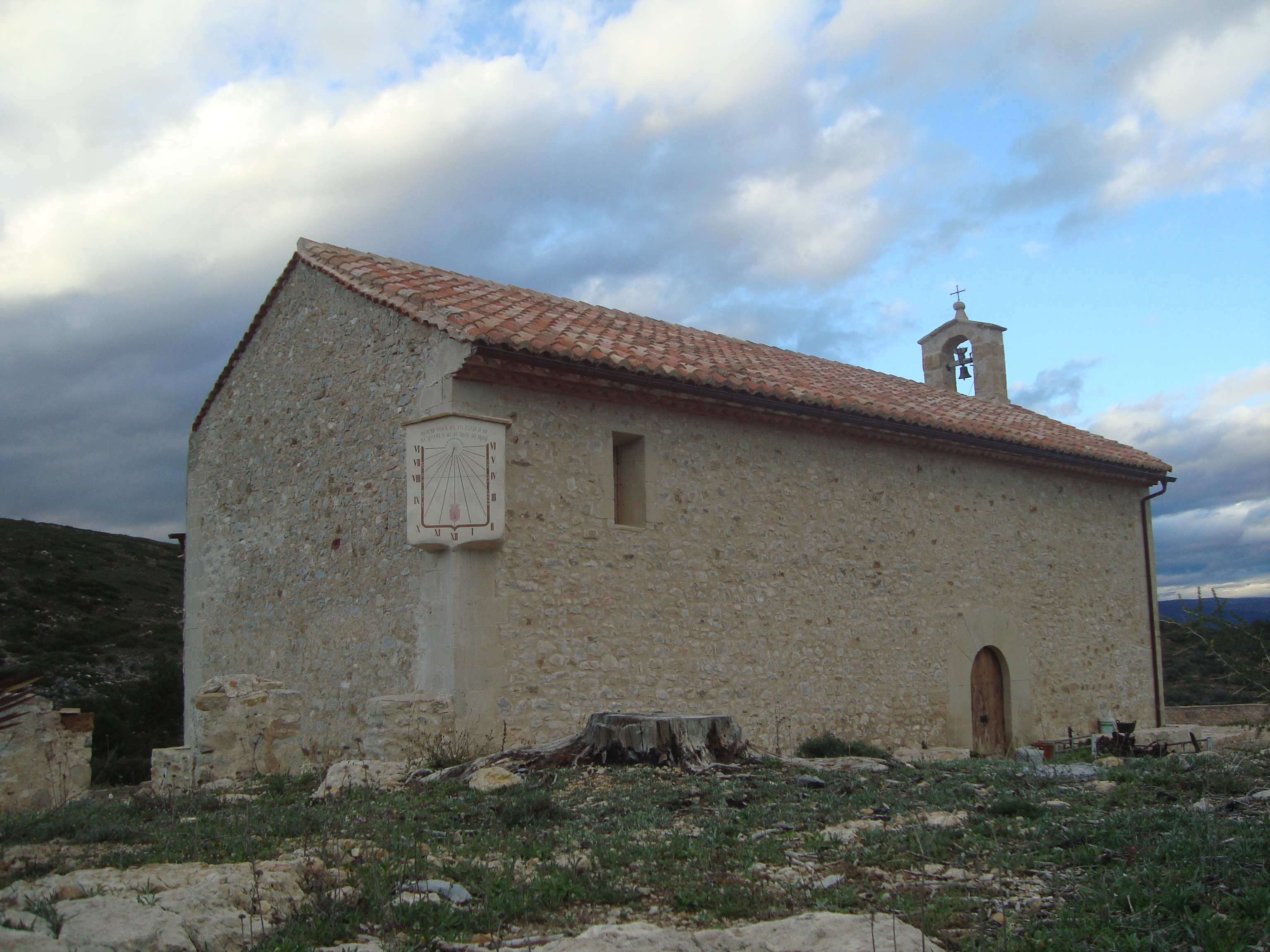
Ermita del Castillo de Atzaneta del Maestrazgo (Castellón)

- Ermita del Castillo de Atzaneta del Maestrazgo (Castellón)Castillo de Adzaneta. Solo quedan restos de la muralla y un torreón de origen árabe.
- La Torre de la Presó. Situada en la calle de Sant Bartomeu, forma parte de las antiguas murallas medievales que protegían a la población. Se trata de una torre de planta cuadrada, con ventanas y gruesas rejas de hierro. La torre fue utilizada como prisión de la villa desde el 1853 hasta los años 60 del siglo XX. Actualmente, se ha restaurado completamente y acondicionado para convertirse en el centro de interpretación de la Historia de Atzeneta del Maestrat.
- Las murallas medievales. Se encuentran en la calle de la Orden de Montesa, en buen estado de conservación. Formaban parte de la muralla que rodeó la villa desde el siglo XIII hasta finales del siglo XVIII. Se observa el uso de almenas que permitían la defensa de la población.
- Ayuntamiento. Es un histórico edificio, hoy reconstruido, que fue antiguamente hospital y Palacio del Comendador de la Setena de Culla durante el siglo XVI. Presenta un bello patio interior y un ventanal de estilo gótico. Actualmente la primera planta está ocupada por las oficinas del Ayuntamiento, mientras que en la planta baja se encuentra el Local de la Tercera Edad y el salón de actos de la Casa de la Cultura. En la segunda planta se encuentra la sala de exposiciones, la biblioteca, la sala de informática y diversos despachos municipales.

## Fiestas locales
- San Antonio. Se celebra en enero.
- San José Meanes. Se celebra el segundo día de Pascua.
- Romerías a San Juan Bautista. Se celebran el domingo posterior a San Antonio y el tercer lunes después de Pascua de Resurrección con una peregrinación al Castell (castillo).
- Fiestas Patronales. Las fiestas patronales están dedicadas a San Bartolomé y las Sagradas Reliquias (Abdón y Senén) y se celebran generalmente del 15 al 25 de agosto. Tienen lugar festejos taurinos, verbenas, espectáculos de variedades, procesiones, competiciones deportivas...
- Fiesta de la "Pilarica". Se celebra el 12 de octubre en el Cap de Terme.
- Fiestas de la "Placeta". Fiesta de los vecinos de la "Plaza Divina Pastora" y las calles limítrofes con verbenas, comidas y actos religiosos, se celebra normalmente el último fin de semana de julio. Ya no se celebran.
- Feria de Adzaneta del Maestrazgo. Se celebra el 8 de diciembre. Procesión "de los faroles", chocolatada y feria tradicional.

## Gastronomía
Los platos típicos de Adzaneta son el "cabrito" (tombet), "la paella con albóndigas", el arroz al horno, "el arroz caldoso con conejo o pollo", la tortilla de arroz, "mostachones" e "higos" con miel o azúcar. Afamados también son sus embutidos, sobre todo las longanizas y morcillas así como los turrones y mazapanes artesanos.

## Política
| Periodo   | Nombre                    | Partido   |
| --------- | ------------------------- | --------- |
| 1979-1983 | Juan José Bertrán Agut    | UCD       |
| 1983-1987 | Juan José Bertrán Agut    | UCD       |
| 1987-1991 | Enrique Barberà Gil       | PP        |
| 1991-1995 | José Barberà Centelles    | PP        |
| 1995-1999 | José Barberà Centelles    | PP        |
| 1999-2003 | Miguel Ángel Carrillo     | PP        |
| 2003-2007 | Miguel A. Barreda Porcar  | PP        |
| 2007-2011 | Joaquim Escrig Escrig     | PSPV-PSOE |
| 2011-2015 | José Barberà Centelles    | PP        |
| 2015-2019 | Santiago Agustina Segarra | PSPV-PSOE |
| 2019-2023 | Santiago Agustina Segarra | PSPV-PSOE |
| 2023-act. | Santiago Agustina Segarra | PSPV-PSOE |

| Partido político                                | 2011  | 2011  | 2011       | 2015  | 2015  | 2015       | 2019  | 2019  | 2019       | 2023  | 2023  | 2023       |
| ----------------------------------------------- | ----- | ----- | ---------- | ----- | ----- | ---------- | ----- | ----- | ---------- | ----- | ----- | ---------- |
| Partido político                                | Votos | %     | Concejales | Votos | %     | Concejales | Votos | %     | Concejales | Votos | %     | Concejales |
| Partit Socialista del País Valencià (PSPV-PSOE) | 453   | 47,43 | 4          | 481   | 53,15 | 5          | 638   | 76,77 | 7          | 428   | 51,69 | 5          |
| Partido Popular (PP)                            | 480   | 52,57 | 5          | 352   | 38,90 | 4          | 193   | 23,23 | 2          | 136   | 16,43 | 1          |
| Som Atzeneta                                    |       |       |            | 72    | 7,96  | 0          |       |       |            |       |       |            |
| Atzeneta en Marxa: Acord per Guanyar            |       |       |            |       |       |            |       |       |            | 264   | 31,88 | 3          |